# Zschornewitzer Kleinbahn
Zschornewitzer Kleinbahn – dawna lokalna, niezelektryfikowana linia kolejowa biegnąca przez teren kraju związkowego Saksonia-Anhalt, w Niemczech. Łączyła ona Burgkemnitz z Oranienbaum.